# メタボリックシンドローム
メタボリックシンドローム（英: Metabolic syndrome）とは、内臓脂肪型肥満（内臓肥満・腹部肥満）に高血糖・高血圧・脂質異常症（高脂血症）のうち2つ以上の症状が一度に出ている状態をいう。日本語に訳すと代謝症候群となる。単にメタボとも言われる。
以前では別の用語で、高血圧症・肥満・高脂血症・糖尿病などが併発したものをシンドロームX、死の四重奏、インスリン抵抗性症候群、マルチプルリスクファクター症候群、内臓脂肪症候群などと呼称されてきた病態を、メタボリックシンドロームは統合整理した概念である。国際的な診断基準は確立しておらず、世界保健機関（WHO）、アメリカ合衆国、日本ではそれぞれ診断基準が異なる。

## 概要
高血糖や高血圧はそれぞれ単独でもリスクを高める要因であるが、これらが多数重積すると相乗的に動脈硬化性疾患の発生頻度が高まるため、リスク重積状態を「より早期に把握」しようという試みが考えられてきた。このようなリスクの集積は、偶然に起きるのではなく、何らかの共通基盤に基づくと考えられている。日本では特に内臓脂肪の蓄積による肥満が共通の基盤として着目され、腹部肥満（男性型肥満、上半身型肥満、リンゴ型肥満）に対して注意が呼びかけられている。特に日本人は民族的特徴から、米国人よりこのメタボリックシンドロームに悪影響を受けやすいとされる。
2008年4月から始まる特定健診制度（糖尿病等の生活習慣病に関する健康診査）では、メタボリックシンドロームの概念を応用して糖尿病対策を行う事を目指し、40歳から74歳までの中高年保険加入者を対象に健康保険者に特定健診の実施を義務化すると共に、メタボリックシンドローム該当者、または予備軍と判定されたものに対して特定保健指導を行うことを義務づける。
5年後に成果を判定し、結果が不良な健康保険者には、財政的なペナルティを課す事によって実行を促す。厚生労働省は、中年男性では1⁄2の発生率を見込むなど、約2000万人がメタボリックシンドロームと予備軍に該当すると考えており、これを平成24年度末までに10%減、平成27年度末までに25%減とする数値目標を立てている。これにより医療費2兆円を削減する。「医療制度改革大綱」（平成17年12月1日 政府・与党医療改革協議会）の数値目標をなぞったもの。

## 経緯
1951年、Jouve、Vagueらは男性型肥満が心血管疾患の原因になることを指摘したが、1981年、Rudermannらは正常体重でも肥満の人と同様に心血管疾患になりやすい（MONW）人が存在し、これが高インスリン血症によるであろうと報告した。そして、1988年、Reavenによって生活習慣病の三大要素（高血圧・糖代謝異常・脂質代謝異常）がインスリン抵抗性を基礎に集積して、心血管疾患を引き起こすという学説が、「Syndrome X」として報告され、その翌年にKaplanが男性型肥満を加えて「死の四重奏」と命名したのを契機に、インスリン抵抗性症候群の研究が盛んとなり、1993年、Hotamisligilが肥満とインスリン抵抗性の間に炎症が介在することを指摘し、1998年にWHO（世界保健機関）が『メタボリック症候群』という名称でその診断基準を発表した事により、「メタボ」としても一般に知られるようになった。
2001年に簡便なNCEP-ATPIII診断基準ができて、これが世界的に普及したが、2004年にRidkerらが、炎症マーカーであるCRPを診断項目に加えることを提唱し、2005年に、国際糖尿病連盟（IDF）は、腹部肥満を必須項目とする、メタボの世界統一診断基準を作成している。
2005年、アメリカ循環器学会と国立心臓肺血液研究所は、IDF診断基準よりもNCEP-ATP III診断基準の方が優れている、という共同声明を発表し、アメリカ糖尿病学会とヨーロッパ糖尿病学会は、どの診断基準も問題であり、人々に「メタボリックシンドロームというレッテル」を貼ってはいけない、という共同声明を発表した。

## 診断基準
| 基準         | 日本肥満学会（2005年）                  | 国際糖尿病連合（2005年）                  | 改訂NCEP-ATPIII（2005年）                 |
| ------------ | --------------------------------------- | ----------------------------------------- | ----------------------------------------- |
| 腹囲         | 男性85cm、女性90cm以上                  | 男性90cm、女性80cm以上                    | 男性90cm、女性80cm以上                    |
| 中性脂肪 HDL | 150mg/dL以上 40mg/dL未満                | 150mg/dL以上 男性40mg/dL、女性50mg/dL未満 | 150mg/dL以上 男性40mg/dL、女性50mg/dL未満 |
| 血圧         | 収縮期130mmHg以上または拡張期85mmHg以上 | 収縮期130mmHg以上または拡張期85mmHg以上   | 収縮期130mmHg以上または拡張期85mmHg以上   |
| 空腹時血糖値 | 110mg/dL以上                            | 100mg/dL以上                              | 100mg/dL以上                              |

- その他
  - 九州大学（久山町研究グループ）の提案（2006年）

日本肥満学会の基準の腹囲を男性90cm、女性80cm以上に置換したもの。
  - 腹囲をCRPに置換した提案（2006年）

改訂NCEP-ATPIIIの基準の腹囲をCRP0.65mg/L以上に置換したもの。

## 治療と予防

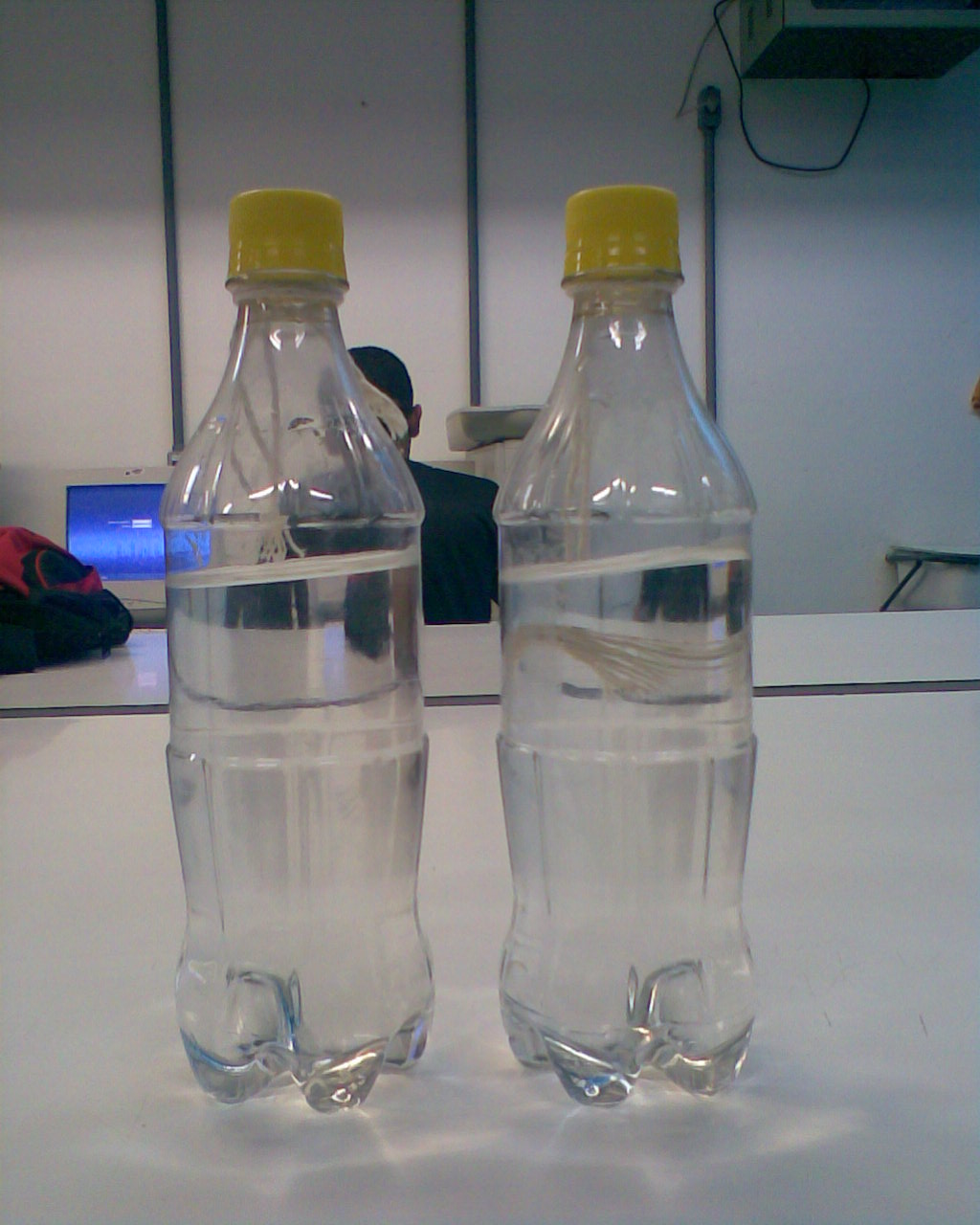
体脂肪は密度が低く、体積が大きい。体脂肪が数値上ではたった1kg（ウエスト-1cm）の減少でも、500mlペットボトル2本分と乳酸菌飲料3.5本分が人体から減少している。

「自覚症状の緩和」ではなく、合併症予防に目標がおかれ、動脈硬化の発生・進展防止が治療目標となり、脂肪蓄積の進行防止・解消を目的に食事療法による摂取カロリーの適正化と、脂肪燃焼を促す目的での運動療法が基本となる。
また、食事・運動といった生活習慣の改善により解消されない危険因子（耐糖能異常、脂質代謝異常、高血圧など）に対しては薬物療法を並行して実施する場合もある。また、喫煙は個別の動脈硬化の危険因子である事が疫学的に証明されているので、禁煙努力も並行して行うべきとされている。
人間ドックなどの健康診断で無自覚のまま動脈硬化の進行が検査などにより発見されたり、虚血性心疾患や脳卒中などを発症した場合は、それに基づく治療が行われる（詳細は虚血性心疾患および脳卒中を参照）。
また、メタボリックシンドロームを予防するために、肥満者の「流行」を予防する事が重要視されている。現在、ボディマス指数（BMI）で30以上は、アメリカでは30%以上、日本では3%である。

## 問題点
このメタボリックシンドロームに関して異論があり、下にそれを記す。

### 定義に関する問題
近年、心血管疾患と糖尿病は、肥満の流行する先進文明諸国の主要な疾患および死因となっており、その原因の解明と危険因子の同定のために多くの努力がなされてきた。危険因子の同定が進むにつれて、それらが同一個人に集積する傾向があることが明らかとなり、この危険因子の集積はメタボリック症候群と呼ばれるようになった。
メタボリック症候群の主要な機序は、インスリン抵抗性、腹部肥満、炎症と考えられ、他に、食事、喫煙、運動不足、加齢、社会経済的要因、ホルモン失調状態などが考えられる。
1981年、Rudermanらは代謝的に肥満だが正常体重（MONW）の人々が存在し、高インスリン血症と脂肪細胞の肥大化が特徴であることを指摘し、1988年、Reavenはインスリン抵抗性と高インスリン血症、高中性脂肪血症、低HDL血症、高血圧が集積して糖尿病と心血管疾患に至るとするsyndrome Xという概念を提唱した。
1989年、Kapranは腹部肥満、糖尿病、高血圧、高中性脂肪血症の集積を「死の四重奏」として提唱し、1991年、DeFronzoとFerranniniはsyndrome Xと同様な概念をインスリン抵抗性症候群と命名した。1994年、中村らは、皮下脂肪は内臓脂肪の病的作用に対して、むしろ、生体保護的に作用すると考えて、内臓脂肪症候群なる概念を提唱し、1998年、Lamarcheらは高インスリン血症、アポリポ蛋白B高値、small dense LDLの組み合わせをatherogenic metabolic triadとして提唱した。
1999年、世界保健機関はインスリン抵抗性症候群の診断基準を初めて定義し、メタボリック症候群と命名したが、ヨーロッパインスリン抵抗性研究会（EGIR）はこれを改変して糖尿病を除外し、再びインスリン抵抗性症候群と命名した。2000年、Lemieuxらは男性で、atherogenic metabolic triadの簡便診断として高中性脂肪ウエストの概念を提唱し、2001年、National Cholesterol Education Program（NDEP）のExpert Panel on the Detection, Evaluation, and Treatment of High Blood Cholesterol in Adult（ATP III）は腹部肥満、高血糖、高血圧、高中性脂肪、低HDLの5つの診断項目中3つを満たせばメタボリック症候群とする簡便な診断基準を発表して、これが世界的に普及した。
しかし、NCEP診断基準はインスリン抵抗性の直接的なマーカーを含まないため、2003年、アメリカ臨床内分泌学会（AACE）は耐糖能異常を含み、糖尿病は除外したインスリン抵抗性症候群の主観的な診断基準を提唱した。2004年、Ridkerらは、高感度CRPが肥満とインスリン抵抗性に強く関連しており、心血管疾患の危険因子としても確立したことから、高感度CRPをメタボリック症候群の診断項目に加えることを提唱した。
2005年、国際糖尿病連合（IDF）は腹部肥満を必須項目とするメタボリック症候群の世界統一診断基準を提唱したが、アメリカ循環器学会（AHA）とアメリカ心臓肺血液研究所（NHLBI）はIDF診断基準よりもNCEP診断規準の方が良いという共同声明を発表し、アメリカ糖尿病学会とヨーロッパ糖尿病学会（EASD）はこれまでのどの診断基準も症候群と称するに足る科学的根拠がないので、人々にメタボリック症候群というレッテルを貼ってはならないという共同声明を発表した。
この声明の中で、8項目の問題点が指摘されている。
- 診断基準があいまいで不完全である。基準値の根拠がきちんと説明されていない。
- 糖尿病を含む価値は疑問である。
- インスリン抵抗性が共通の原因かどうか不確かである。
- 他の心血管危険因子を含むか除外するかの明確な根拠がない。
- 心血管疾患の危険度は含まれる個別の危険因子によって様々である。
- 心血管疾患の危険度は各危険因子の総和以上ではないと考えられる。
- この症候群の治療は各成分の治療と同じである。
- この症候群の診断の医学的価値が不明確である。

この共同声明が発表されてから現在まで、メタボリック症候群診断の是非が論争されており、その中で、ReavenはADAとEASDの共同声明に賛成して、メタボリック症候群でないと診断された人のほうがメタボリック症候群と診断された人よりも心血管疾患の危険度が高い場合がいくらでも想定されると述べている。
Grundyは、メタボリック症候群は短期（10年）リスクを評価するための道具ではなく、長期リスクを評価するための道具であると述べているが、Sundstromらは長期（30年）コホート研究でメタボリック症候群はその個々の構成成分以上のリスクに関する情報を与えないと報告した。
この論争のさなかで、ADAとAHAは「心血管疾患と糖尿病を予防するために」と題する共同声明を発表し、その中で、メタボリック症候群の診断にかかわらず、その個々の成分と喫煙の予防と治療に努めるように呼びかけ、欧米諸国に蔓延している肥満に注意を喚起して生活習慣を変えることを奨励した。
2004年頃から、メタボリック症候群に関する多くの疫学研究とそのメタアナリシスが報告されているが、メタボリック症候群の心血管疾患発生率および死亡率に与える相対危険度は大まかに1.5から2.5と報告されている。
また、IDF診断基準が発表されてから、IDF診断基準とNCEP診断基準の優劣を比較した報告も多いが、IDF診断基準は、NCEP診断基準を凌駕せず、metabolically obese normal weight（MONW） individualsを見落とす危険が指摘されている。
混乱する腹囲の診断基準に関して、2007年、アメリカ体重管理肥満予防協会、北米肥満学会、アメリカ栄養学会、アメリカ糖尿病学会は共同声明を発表し、その中で、腹囲の科学的な測定方法も腹部肥満を診断するための腹囲の科学的な基準値も確立していないので、現時点では、臨床現場で腹囲を測定することは特殊な場合を除いて有用ではなく、科学的な腹囲の測定方法と基準値を確立するための研究が必要であり、将来の腹囲基準値は、人種別、性別のみならず、年齢別、BMI別の複雑なものとなるであろうと指摘した。

### 日本の診断基準の問題点
2002年、日本肥満学会（JASSO）はボディマス指数（BMI）25以上、内臓脂肪面積 100平方センチメートル以上（男女無差別）、腹囲 男性 85cm、女性 90cm以上を「肥満病」と定義し、2005年、メタボリックシンドローム診断基準検討委員会はJASSOの提案した「内臓脂肪症候群」診断基準を日本のメタボリック症候群診断基準とした。この診断基準の問題点を列記すれば以下のようになる。
- 「内臓脂肪症候群」は、科学的に確立された概念ではない

1997年、松澤は、限られたデータを基に、インスリン抵抗性は皮下脂肪肥満よりも内臓脂肪肥満で重症であり、皮下脂肪は内臓脂肪の病的作用から生体を守る作用があるだろうと述べた。しかし、2006年、Reavenはそれまでに報告された19の研究をまとめて、インスリン感受性insulin-mediated glucose uptake（IMGU）と内臓脂肪面積との関係は、IMGUと腹部皮下脂肪面積との関係とほぼ同等であることを明らかにした。
2007年、Pouらは内臓脂肪体積および腹部皮下脂肪体積と各種炎症マーカーおよび酸化ストレスマーカーとの関係を詳細に検討して、内臓脂肪体積と炎症マーカーとの関係は腹部皮下脂肪体積と炎症マーカーとの関係とほぼ同等であることを明らかにした。
内臓脂肪は、エネルギー過剰環境に対して皮下脂肪よりも強い炎症反応を示すが、これは内臓脂肪量とは平行しない。Wellenらは内臓脂肪だけに炎症を生じるメタボリック症候群のマウスモデルを作成したが、このモデルでは内臓脂肪の増加は見られず、皮下脂肪と肝脂肪が増加していた。
- JASSOが腹囲基準値を決めた方法は、論理的に矛盾している

JASSOは、心血管危険因子と内臓脂肪面積との関係において性差が大きいことを無視して、男女無差別に内臓脂肪面積の基準値を決め、この男女無差別な値から男女別の腹囲基準値を決めたのは論理的一貫性を欠く誤った解析である。
日本国内の多くのグループが、JASSOと異なる腹囲基準値を提唱しており、JASSOとは逆に、すべて男性の方が女性より大きな値となっている。
- 腹囲85cmを基準に診断された男性のメタボリックシンドロームは、心血管疾患発症の有意なリスクにならない

2006年、清原らは久山町研究で、男性で腹囲85cmを基準に診断された腹部肥満とメタボリックシンドロームはどちらも心血管疾患発症の有意なリスクにならなかったと報告した。
しかし、腹囲90cmを基準に診断した場合は、どちらも心血管疾患発症の有意なリスクになった。
- 腹囲90cmを基準に診断された女性のメタボリックシンドロームは多くの高リスクの女性を見逃すことになる

女性では腹囲基準値を90cmとしても80cmとしてもメタボリックシンドロームは心血管疾患発症の有意なリスクになったが、心血管疾患の発症は腹囲80-90cmの女性に集中しており（57%）、基準値を90cmに設定すると多くの高リスクの女性を見逃すことが、久山町研究で明らかになった。
- 肥満をメタボリック症候群の必須条件とすると、心血管疾患リスクの高い多くの人を無視することになる

KadotaらはNIPPON DATA 90で、非肥満者で代謝性危険因子の集積した人がかなり多く、このグループの心血管疾患発症率が高いので、肥満をメタボリック症候群の必須条件とするのは危険であると報告した。
また、Okamuraらは国保10年コホルト研究で、BMI25未満で心血管危険因子を有する人の費やす医療費は総医療費の16.5%だったのに対し、BMI25以上で心血管危険因子を有する人の費やす医療費は総医療費の7.1%であり、BMI25以上で2つ以上の心血管危険因子を有する人の費やす医療費は総医療費の2.9%だったと報告した。
したがって、肥満をメタボリック症候群の必須条件とすることは、予防医学的にも医療経済学的にも不適切であると考えられる。
- メタボリック症候群の診断は、困難である

日本人のための暫定的な5つの診断基準について、その一致度を検討した研究では、2つの異なる診断基準で一致してメタボリック症候群と診断される割合は、男性で19-60%（平均41%）、女性で31-89%（平均51%）あり、すべての診断基準で一致する割合は、男性で15%、女性で21%だったと報告されている。
したがって、メタボリック症候群の診断は暫定的にも困難であり、現時点では、ADAとEASDの共同声明に従うべきであろう。
- 日本の診断基準は、メタボリック症候群の国際比較研究の障害となる

日本の診断基準はIDF診断基準に協調して作成されたはずであるが、実際には診断項目の数も、腹囲基準値も、血糖基準値も、HDLコレステロール基準値も異なり、メタボリック症候群の国際比較を困難にした。
我々の検討では、IDF診断基準と日本の診断基準の一致度は男性で30%、女性で40%だった。
- 内臓脂肪面積の臨床的有用性が確立していないにもかかわらず、メタボリック症候群診断基準検討委員会が、CTによる内臓脂肪面積の測定を研究目的以外で奨励したことは、倫理的に問題と考えられる

### 病態に対する概念
世界ではインスリン抵抗性を基礎とした病態と考えられているが、日本では現在、「蓄積された内臓脂肪組織は様々なアディポサイトカイン（内分泌因子）を分泌し、その中のアディポネクチン、レプチン、TNF-α、ビスファチンなどの遺伝子発現レベルでの産生異常が代謝異常を引き起こし、動脈硬化などにつながると考えられ、内臓脂肪面積の測定によってこの病態が把握できる」とする大阪大学医学部チームの学説が、メタボの概念として、厚生労働省による特定健診が実施されている。
日本医師会は生涯教育シリーズ「メタボリックシンドローム」で、これが、心血管疾患のリスクを35.8倍にするようなイラストレーションを掲載しているが、世界のこれまでの疫学データのメタアナリシスでは、心血管疾患のリスクは平均1.74倍と報告されている。日本の疫学研究では、14年間におよぶ久山町研究の解析で、日本肥満学会の診断基準によるメタボリックシンドロームは、男性では心血管疾患の相対危険度が1.4倍であった。
1993年、Hotamisligilは肥満とインスリン抵抗性の間に炎症（TNFα）が介在することを突き止め、最近のいろいろな遺伝子操作による動物実験では、身体計測上の肥満や内臓脂肪ではなく、脂肪細胞の肥大化・壊死とそれを冠状に取り囲むマクロファージ（炎症性細胞）の集積が、炎症とインスリン抵抗性をもたらし、これがメタボリック症候群の病態の基礎となっている可能性が、次第に明らかにされてきている。
内臓肥満や超肥満でも、脂肪組織の組織像が正常で、メタボリック症候群の病態を伴わない動物モデルや、逆に、肥満も内臓肥満もないのに脂肪組織の組織像が脂肪細胞の肥大化・壊死とそれを冠状に取り囲むマクロファージ（炎症性細胞）の集積という肥満症の所見を呈して、メタボリック症候群の病態を伴う動物モデルが報告されてきている。さらに、2006年、日本の2つの異なる研究グループは、肥満も内臓肥満も脂肪細胞の肥大化もないのに脂肪組織の組織像にマクロファージの集積が見られ、メタボリック症候群の病態を呈する動物モデルを報告した。
2007年には、筑波大学のグループが、マウスの脂肪酸延長酵素を欠損させることで、脂肪蓄積があっても耐糖能異常を来しにくい動物モデルを報告した。

## テレビ番組
- 日経スペシャル ガイアの夜明け メタボリック症候群を防げ!〜ニッポンの将来リスク〜（2007年4月24日、テレビ東京）[73]。

### 病態
- 高脂血症
- 心筋梗塞
- 脳梗塞
- インスリン抵抗性・高インスリン血症

### その他の関連項目
- 生活習慣病
- 健康管理システム
- 特定健診・特定保健指導
- 運動療法
- 食事バランスガイド
- 日本人の食事摂取基準
- 日本食品標準成分表
- 日本型食生活
- 松澤佑次
- メタボレンジャー
- ジャンクフード
- 清涼飲料水